# محمد بن مسلم الثقفي
محمد بن مسلم بن رباح الثقفي المكنى
أبو جعفر، فقيه ومحدث شيعي من أصحاب محمد الباقر وجعفر الصادق وموسى الكاظم، وهو من أصحاب الإجماع.
وردت الكثير من الروايات عن أهل بيت التي ذكرت فضله ومنزلته في الدنيا والآخرة، أجمع علماء الشيعة على وثاقته وجلالة قدره وفقاهته، كان من فقهاء الشيعة الذين كان الأئمة يُرجعون الشيعة إليهم لأخذ معالم دينهم عنهم.

## اسمه ونسبه
محمد بن مسلم بن رباح (وقيل رياح) الثقفي وقيل الكوفي أو الطائي أو السمان أو الطحان أو
الأوقص أو الأعور وقيل غيره.

## ولادته ووفاته
ولد محمد بن مسلم الثقفي سنة 80 هـ، وتوفي سنة 150 هـ. وقيل: سنة 177 هـ تقريبا وكان له من العمر سبعون عاما وقيل: اثنتان وسبعون عاما.

## مكانته عند أهل البيت
وردت الكثير من الروايات عن أهل البيت التي تبين مكانة محمد بن مسلم الثقفي عندهم ومنها: قول محمد الباقر لما دخل عليه محمد بن مسلم «بشّر المخبتين». وقول جعفر الصادق: «فما يمنعك من محمد بن مسلم الثقفي فإنه قد سمع من أبي وكان عنده وجيها»، عندما سأله عبد الله بن أبي يعفور عن تكليفه إذا سُئل عن شيء ولم يجد الإمام، وكقول جعفر الصادق: «أوتاد الأرض وأعلام الدين أربعة: محمد بن مسلم وبُريد بن معاوية وليث بن البختري المرادي وزرارة بن أعين».

## مكانته العلمية
أقام محمد بن مسلم في المدينة المنورة أربع سنين يدخل فيها على الإمام محمد الباقر يسأله. وهو من أصحاب الإجماع الذين قال عنهم العالم الشيعي محمد بن عمر الكشي: اجتمعت الفرقة على تصديق هؤلاء الأولين من أصحاب أبي جعفر، وأصحاب أبي عبد اللّه، وانقادوا لهم بالفقه، فقالوا: أفقه الأولين ستة: زرارة، ومعروف بن خَرَّبوذ، وبريد، وأبو بصير الأسدي، والفُضيل بن يسار ومحمد بن مسلم الثقفي.

## قالو فيه
قال أحمد بن علي النجاشي عنه: «وجه أصحابنا بالكوفة، فقيه، ورع، صحب أبا جعفر وأبا عبد الله، وروى عنهما وكان من أوثق الناس، وعدّه الشيخ المفيد في رسالته العددية من الفقهاء، والأعلام الرؤساء المأخوذ عنهم الحلال والحرام، والفتيا والأحكام الذين لا يطعن عليهم، ولا طريق إلى ذم واحد منهم».

## تلامذته
من الذين روى عنه: أبان بن عثمان الأحمر وإبراهيم بن عثمان الخزاز وبُريد بن معاوية العجلي وثعلبة بن ميمون وجميل بن دراج وحريز بن عبد اللّه وحماد بن عثمان وزيد الشحام، والعلاء بن رزين.

## وصلات خارجية
محمد بن مسلم